# Demain tout commence
Demain tout commence is een Franse film uit 2016, geregisseerd door Hugo Gélin en is een remake van de Mexicaanse filmkomedie No se aceptan devoluciones van Eugenio Derbez uit 2013.

## Verhaal
Samuel leidt een rustig leven zonder verantwoordelijkheden in het zuiden van Frankrijk waar hij niet al te hard werkt. Op een dag krijgt hij het nieuws van een van zijn ex-vriendinnen dat hij de vader is van een paar maanden oude baby en ze laat het meisje, Gloria bij hem achter. Samuel ziet de verantwoordelijkheid niet zitten en vertrekt halsoverkop naar Londen in de hoop de moeder te vinden om het kind terug te brengen. Maar zijn zoekactie heeft geen succes. 
Acht jaar later woont hij samen met Gloria in Londen waar ze onafscheidelijk geworden zijn en een nieuw leven opgebouwd hebben. Op een dag duikt de moeder van Gloria weer op en eist haar dochter terug maar Samuel is niet van plan op deze eis in te gaan.

## Rolverdeling
| Acteur             | Personage |
| ------------------ | --------- |
| Omar Sy            | Samuel    |
| Clémence Poésy     | Kristin   |
| Antoine Bertrand   | Bernie    |
| Gloria Colston     | Gloria    |
| Clémentine Célarié | Samantha  |

## Productie
De filmopnamen gingen van start op 21 september 2015 in Zuid-Frankrijk en vervolgens werd er gefilmd in Londen tot 10 december 2015.